# Protosticta bivittata
Protosticta bivittata är en trollsländeart som beskrevs av Maurits Anne Lieftinck 1939. Protosticta bivittata ingår i släktet Protosticta och familjen Platystictidae. Inga underarter finns listade i Catalogue of Life.